# معرض الفن العام والمعرض الصناعي في ستوكهولم

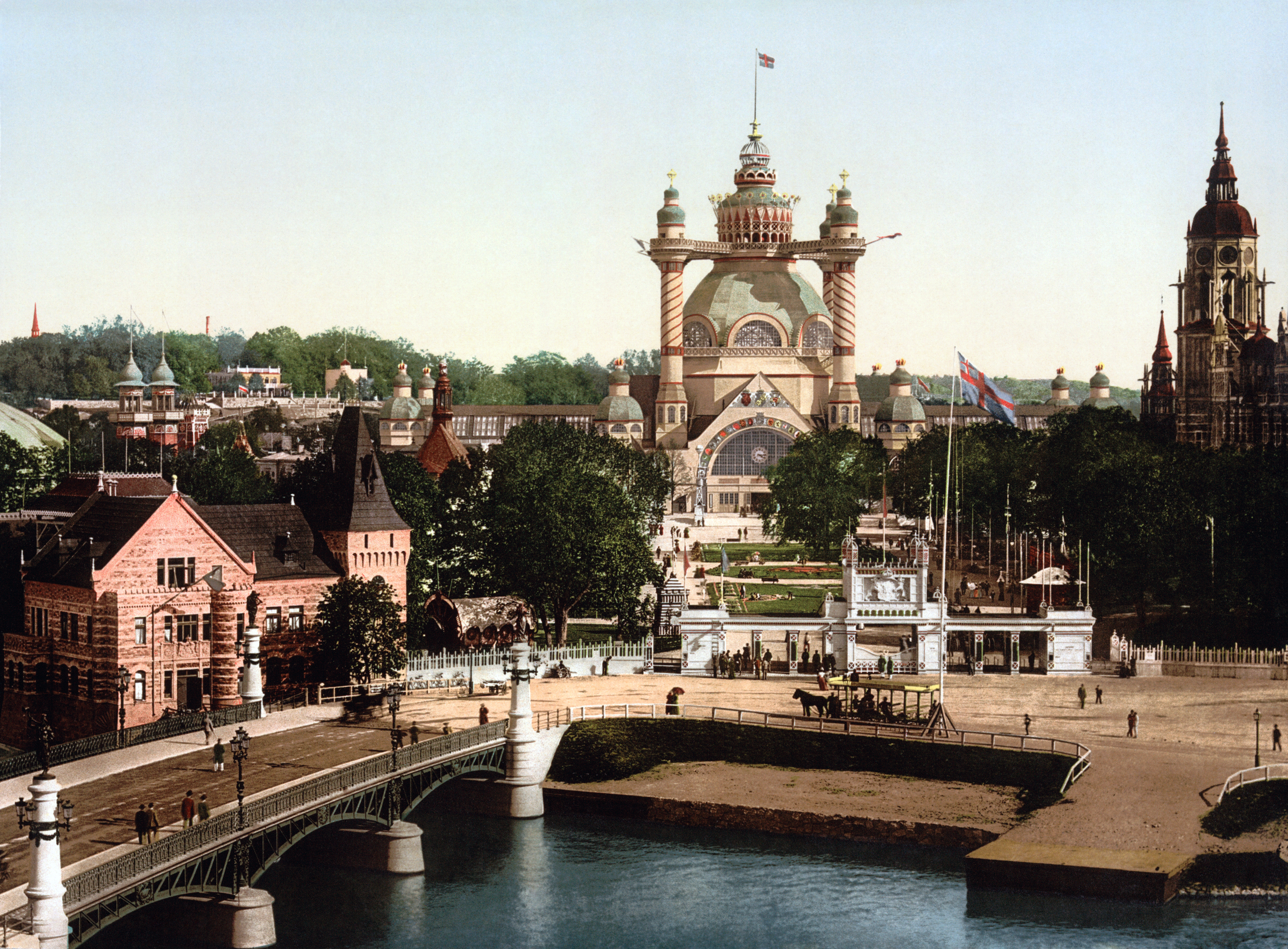
طباعة فوتوكرامية للمعرض عام 1897 (استعادة رقمية).

معرض الفن العام والمعرض الصناعي في ستوكهولم 1897 - السويد، يعرف أيضا بمعرض ستوكهولم أو معرض عالم ستوكهولم، وقد نُظم هذا المعرض في ستوكهولم، السويد في عام 1897.
كان موقع المعرض في جزيرة جورجاردن، ونُشأت العديد من الهياكل في الجزء الغربي من الجزيرة كجزء من المعرض، بالإضافة إلى الجسر الأساسي إلى الجزيرة (سكانسن بيرقبانا) والسكك الحديدية المعلقة الآن في متحف سكانسن في الهواء الطلق، وحديقة الحيوان، والمتحف الشمالي، واحدة من أهم مباني المعرض المسطحة، كما أن القاعة مبنية من الخشب بمساحة 16،820م، التي صممها المهندس المعماري فرديناند بوبيرغ وتشمل على قبة طويلة بمساحة 100م وأربعة مآذن التي هُدِمت بعد المعرض، ومع ذلك: كان هناك العديد من الأجنحة التي بُنيت من المواد الغير دائمة.
كان موضوع أو فكرة المعرض هي وسائل الإعلام في ذلك العصر، وتشمل الفيلم والتصوير. وثّقت احتفالات افتتاح المعرض باكراً في التسجيلات، بالإضافة إلى كلمة افتتاحية من الملك أوسكار الثاني وتم الاحتفاظ على هذه التسجيلات، كما أنها متاحة الآن على شبكة الإنترنت.